# Harry Baird (calciatore)
Harry Baird (Belfast, 17 agosto 1913 – 22 maggio 1973) è stato un calciatore nordirlandese, di ruolo attaccante o centrocampista.

## Carriera
Inizia la sua carriera in patria, arrivando a Manchester il 21 gennaio del 1937 in cambio di £ 3.500. Due giorni dopo esordisce contro lo Sheffield Wednesday (0-1) e a fine stagione conta 14 presenze e 3 reti. Nella seconda stagione, trascorsa in seconda divisione, colleziona 39 incontri e 15 gol. Nel settembre del 1938 l'Huddersfield Town paga £ 3.750 per averlo. Dopo la seconda guerra mondiale si trasferisce all'Ipswich Town, società nella quale chiude la carriera nel 1952.

## Palmarès

### Club

#### Competizioni nazionali
- Campionato nordirlandese: 1

Linfield: 1934-1935
- Irish Cup: 1

Linfield: 1935-1936